# Schiaparelli (Marskrater)

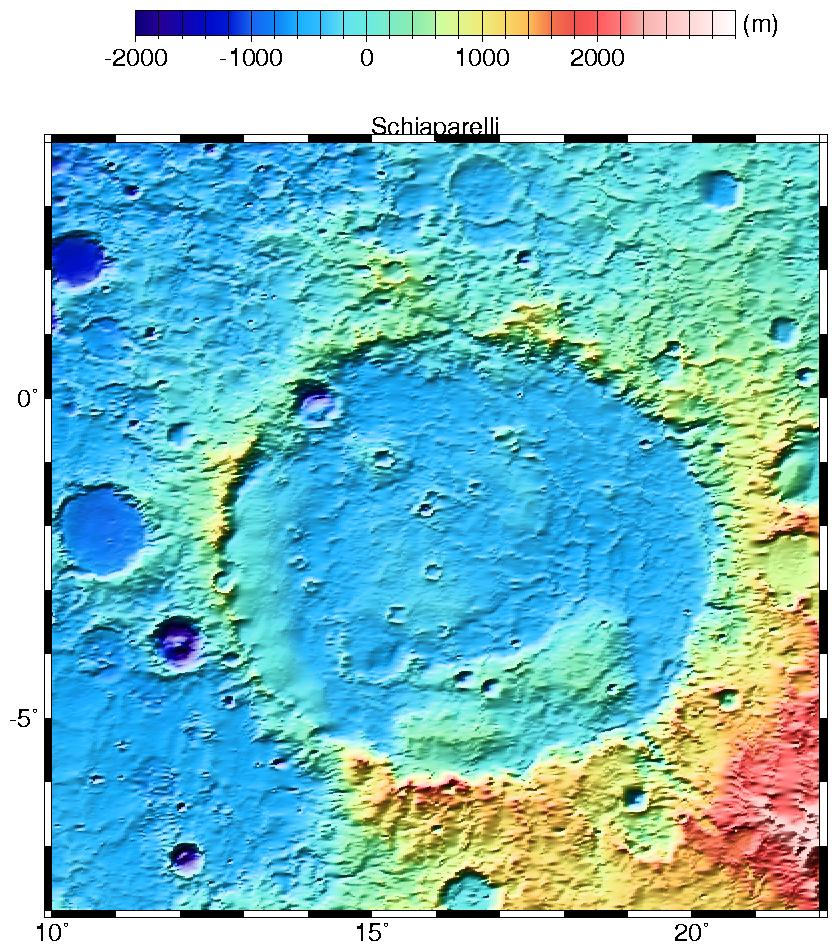
De Schiaparelli-marskrater.

Schiaparelli is een krater met een diameter van ongeveer 450 km aan de evenaar van de planeet Mars. Het is een van de grootste inslagkraters op de planeet. 
Hij is vernoemd naar de astronoom Giovanni Schiaparelli, en bevindt zich ten oosten van Meridiani Planum in de regio Arabia Terra en aan de westelijke rand van Terra Sabaea, in een gebied met matig reliëf en hoogte dat in 2002 door de Mars Odyssey-ruimtesonde werd geïdentificeerd als bijzonder rijk aan waterstof. 
Een krater in Schiaparelli toont veel lagen die mogelijk zijn gevormd door de wind, vulkanen of afzetting onder water. 
Lagen kunnen enkele meters dik of tientallen meters dik zijn. Onderzoek naar deze lagen suggereert dat vroegere klimaatverandering op Mars, veroorzaakt door regelmatige variatie in de axiale variatie van de planeet, deze patronen in de lagen mogelijk heeft veroorzaakt. Op aarde leiden vergelijkbare klimaatveranderingen tot het ontstaan van ijstijden en interglacialen.